# Ty Harden
Robert Tyrel Harden, detto Ty (Junction City, 6 marzo 1984), è un ex calciatore statunitense, di ruolo difensore.

## Carriera
Ha deciso di ritirarsi nel febbraio 2008, dopo una sola stagione di professionismo, per andare a lavorare in una organizzazione di beneficenza. Il 13 gennaio 2009 è tornato a giocare, nei Colorado Rapids.

## Palmarès

### Competizioni nazionali
- MLS Supporters' Shield: 1

San Jose Earthquakes: 2012